# 예천향교
예천향교(醴泉鄕校)는 대한민국 경상북도 예천군 예천읍 백전리에 있는 조선시대의 향교이다. 1985년 8월 5일 경상북도의 문화재자료 제138호로 지정되었다.

## 개요
향교는 공자와 여러 성현께 제사를 지내고 지방민의 교육과 교화를 위해 나라에서 지방에 세운 교육기관이다.
한국전쟁 때 기록을 분실하여 지은 시기를 정확하게 알 수 없으나, 조선 태조 7년(1398) 서본리에 처음 지었고 태종 18년(1418)에 지금 있는 자리로 옮겨 세운 것으로 보인다. 보수를 거듭하여 오늘에 이르고 있는데 건축 당시의 여러 건물은 불타 없어졌다.
현재는 제사 공간인 대성전, 교육 공간인 명륜당, 대문 격인 외삼문과 음식을 준비하는 곳인 주사가 남아 있다.
대지를 3단으로 나누어 앞면에는 교육 공간을 두고 뒤편에는 제사 공간을 배치하였다. 외삼문을 들어서면 계단 위로 명륜당이 모습을 드러내는데 7칸 규모의 건물로, 지붕은 옆면에서 볼 때 여덟 팔(八)자 모양인 팔작지붕이다. 뒤쪽 대성전은 공자를 비롯하여 중국과 우리나라 성현의 위패를 모신 6칸 규모의 건물로, 지붕은 옆면에서 볼 때 사람 인(人)자 모양인 맞배지붕으로 소박하게 지었다.
조선시대에는 나라에서 토지와 노비·책 등을 지원받아 학생을 가르쳤으나, 지금은 교육 기능은 없어지고 제사 기능만 남아 있다.

## 참고 자료
- 예천향교 - 국가유산청 국가유산포털